# Lithocarpus havilandii
Lithocarpus havilandii är en bokväxtart som först beskrevs av Otto Stapf, och fick sitt nu gällande namn av Euphemia Cowan Barnett. Lithocarpus havilandii ingår i släktet Lithocarpus och familjen bokväxter. Inga underarter finns listade.